# Supercopa grega de waterpolo
La Supercopa grega de waterpolo, és una competició de waterpolo que es disputa a Grècia.
Es tracta d'un partit anual, des del 1996, disputat entre el campió de la lliga grega i el guanyador de la Copa. La competició es va celebrar durant tres anys consecutius, entre 1996 i 1998. Els anys següents la competició es va aturar i es va reiniciar el 2018. L'Olympiacos és l'equip amb més victòries.

## Finals
| any       | Guanyador      | resultat     | Finalista      | seu          |              |
| --------- | -------------- | ------------ | -------------- | ------------ | ------------ |
| 1996      | NO Vouliagmeni | 10-7         | Olympiakos     | Atenes       |              |
| 1997      | Olympiakos     | 10-5         | NO Vouliagmeni | Atenes       |              |
| 1998      | Olympiakos     | 6-5          | NO Vouliagmeni | Atenes       |              |
| 1999-2017 | No disputada   | No disputada | No disputada   | No disputada | No disputada |
| 2018      | Olympiakos     | 11-4         | ANO Glyfada    | Glifada      |              |
| 2019      | Olympiakos     | 11-5         | NO Vouliagmeni | El Pireu     |              |
| 2020      | Olympiakos     | 21-6         | Ethnikos       | El Pireu     |              |

## Palmarès
| Club           | Guanyador | Finalista |
| -------------- | --------- | --------- |
| Olympiakos     | 5         | 1         |
| NO Vouliagmeni | 1         | 3         |
| ANO Glyfada    |           | 1         |
| Ethnikos       |           | 1         |